# Gmina Górowo Iławeckie

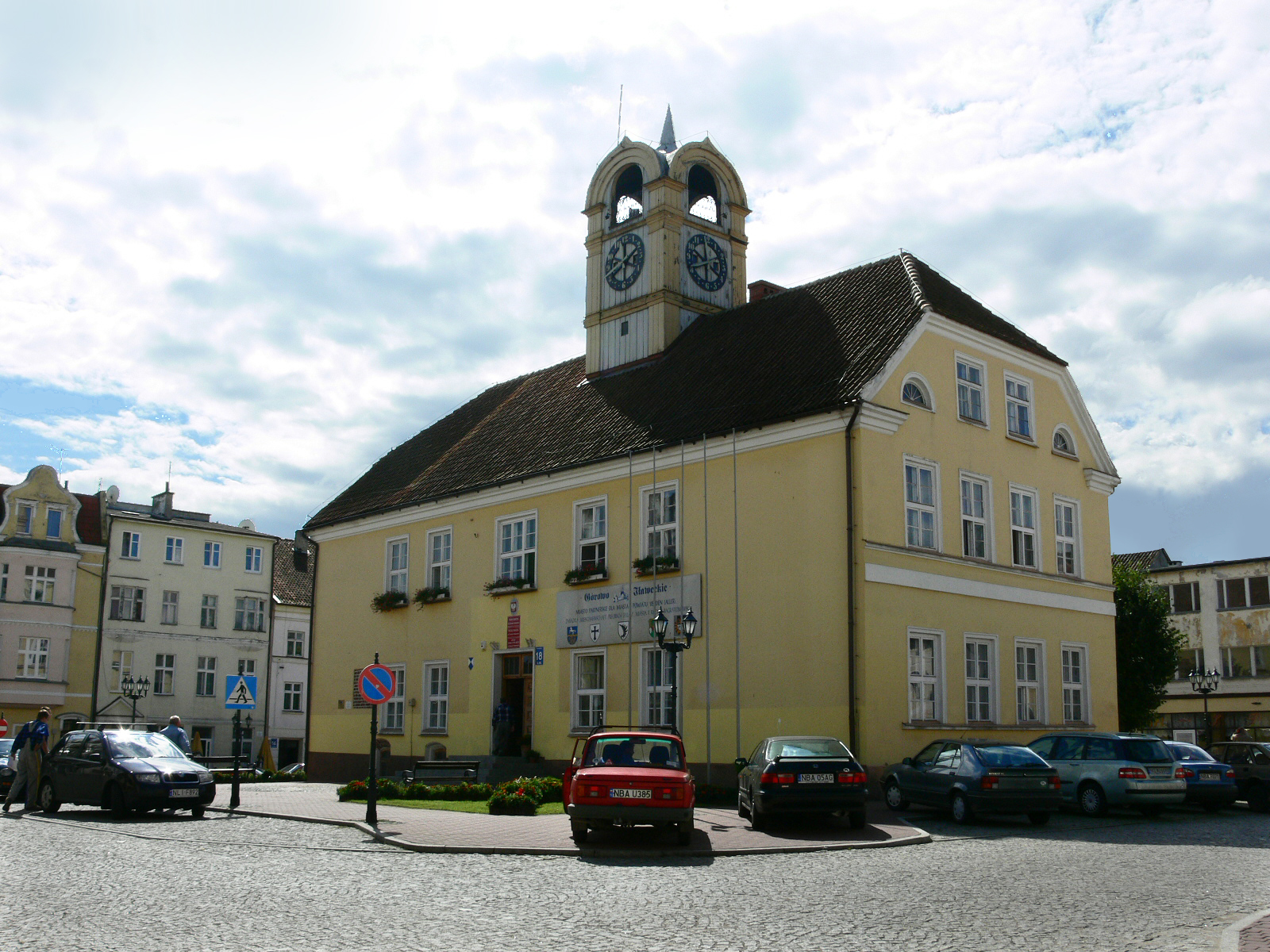
Das Rathaus

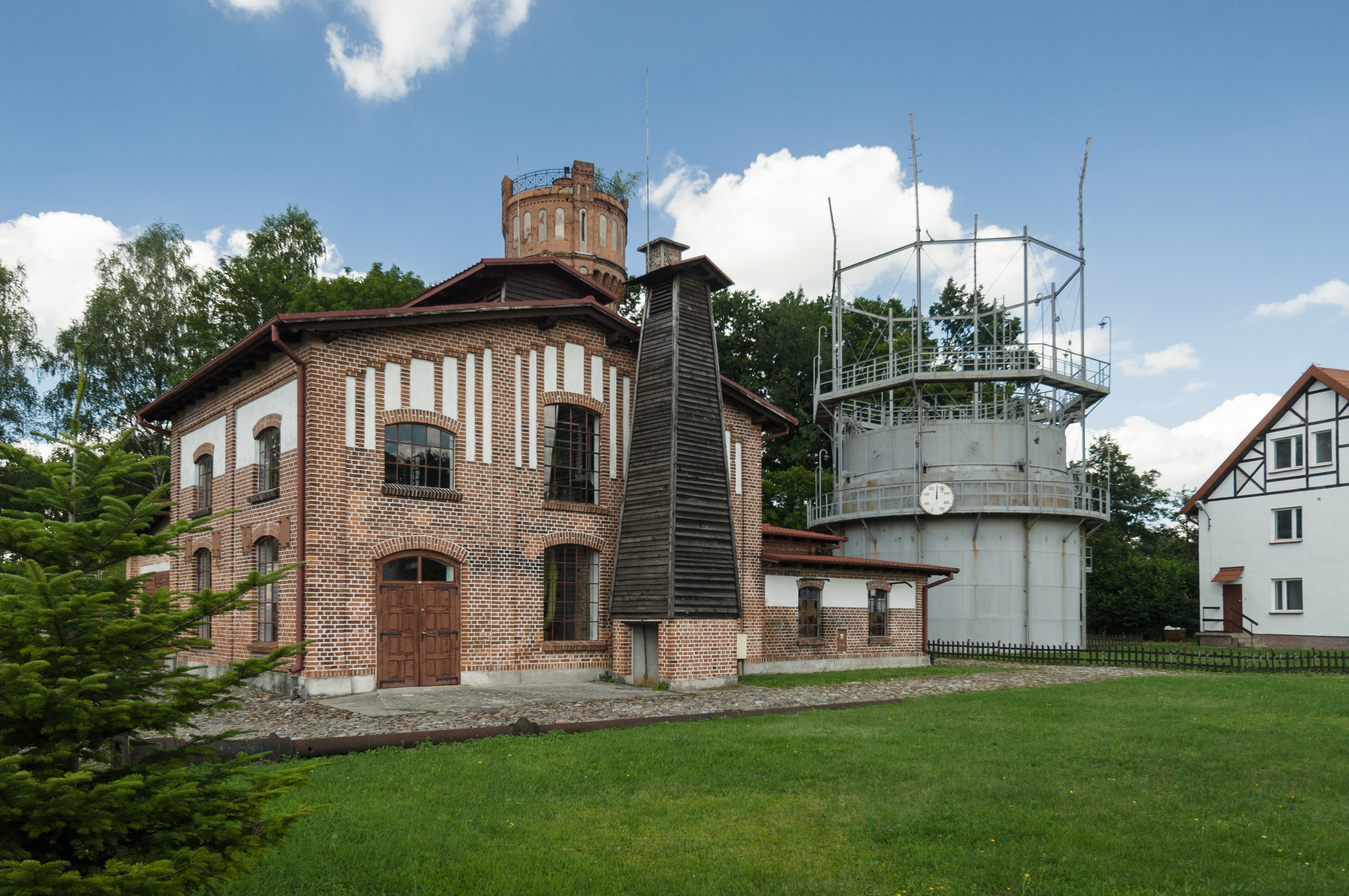
Das alte Gaswerk

Die Gmina Górowo Iławeckie ['gmina guˈrɔvɔ iwaˈvɛtskʲɛ] ist eine Landgemeinde im Powiat Bartoszycki, Woiwodschaft Ermland-Masuren, Polen. Die gleichnamige Stadt Górowo Iławeckie gehört nicht zu der Landgemeinde.
Bis 1945 gehörte dieser Teil Polens zu Ostpreußen.
Von 1975 bis 1998 gehörte die Gemeinde zur Woiwodschaft Olsztyn.

## Geografie
Die Gemeinde erstreckt sich über eine Fläche von 416 km². 61 % der Fläche werden landwirtschaftlich genutzt und 28 % sind bewaldet.

## Gemeindegliederung
Zur Landgemeinde Górowo Iławeckie gehören 36 Ortschaften (deutsche Namen bis 1945) mit einem Schulzenamt (sołectwo):
- Augamy (Augam)
- Bądze (Bensen)
- Bukowiec (Buchholz)
- Czyprki (Zipperken)
- Dęby (Eichen)
- Dobrzynka (Guttenfeld)
- Dwórzno (Hoofe)
- Dzikowo Iławeckie (Wildenhoff)
- Gałajny (Gallehnen)
- Glądy (Glandau)
- Grotowo (Hoppendorf)
- Janikowo (Hanshagen)
- Kamińsk (Stablack - Süd)[5]
- Kandyty (Kanditten)
- Kiwajny (Quehnen)
- Krasnołąka (Schönwiese [Amt Eichen])
- Kumkiejmy (Kumkeim)
- Lipniki (Liebnicken)
- Pareżki (Parösken)
- Paustry (Paustern)
- Piasek (Sand, 1928–1945:
 Bandels-Sand)
- Piasty Wielkie (Groß Peisten)
- Pieszkowo (Petershagen)
- Sągnity (Sangnitten)
- Skarbiec (Schatzberg)
- Sołtysowizna (Schulzenvorwerk/
Schulzen-Vorwerk)
- Stega Mała (Klein Steegen)
- Toprzyny (Topprienen)
- Wągniki (Wangnick)
- Wiewiórki (Eichhorn)
- Wojmiany (Woymanns)
- Wokiele (Wokellen)
- Woryny (Worienen)
- Zielenica (Grünwalde)
- Zięby (Finken)
- Żywkowo (Schewecken)

Außerdem gehören zur Gemeinde noch die Orte:
- Bądle (Bandels, 1928–1945: Bandels-Sand)
- Ciszyna (Waldheil)
- Deksyty (Dixen)
- Dulsin (Dulzen)
- Galiny (Gallingen)
- Garbniki (Garbnicken) |
- Gniewkowo (Gottesgnade)
- Grądzik (Grünhöfchen)
- Gruszyny (Grauschienen)
- Kanie Iławeckie (Salwarschienen)
- Kierno (Körnen)
- Kumkiejmy Przednie (Klein Kumkeim)
- Malinowo (Amalienhof)
- Maskajmy (Klein Maxkeim)
- Mątyty (Montitten)
- Meszniak (Louisenhof)
- Nerwiki (Nerfken)
- Nowa Karczma (Neukrug)
- Nowa Wieś Iławecka (Neuendorf)
- Okopek (Wilhelmsberg)
- Orsy (Orschen)
- Paprocina (Papperten)
- Paustry (Osada)
- Piaseczno (Sieslack)
- Piasty Małe (Klein Peisten)
- Powiersze (Powarschen)
- Półwiosek (Halbendorf)
- Pudlikajmy (Pudelkeim)
- Reszkowo (Achthuben)
- Robity, seit 1993 russisch: Alexandrowskoje (Robitten)
- Saruny (Saraunen)
- Sędziwojewo (Kreuzspahn)
- Sigajny (Saagen)
- Stabławki (Stablack - Nord)[5]
- Świadki Górowskie (Schwadtken [Wangnick])
- Świadki Iławeckie (Schwadtken [Tenknitten]/[Topprienen])
- Trojaczek (Dittchenhöfen)
- Wągródka (Wiecherts)
- Warszkajty (Warschkeiten)
- Weskajmy (Weskeim)
- Wężykowo (Heinrichswalde)
- Włodkowo (Sophienhof)
- Worławki (Worlack)
- Wormie (Wormen)
- Worszyny (Worschienen)
- Zabłocie (Ernstwalde)
- Żołędnik (Sienken)
- Żuławy (Schönwiese [Amt Nerfken])

Untergegangene Orte:
- Biała Leśniczówka (Steinbruch)
- Dzierżno (Dörsen)
- Ejdele (Egdeln)
- Garby (Garben)
- Głamsiny (Glomsienen)
- Grądowy Młyn (Grundmühle)
- Kostki (Klein Kohsten)
- Kruk (Raaben)
- Lipniki Młyn (Mühle Liebnicken)
- Migi (Müggen)
- Nowy Dwór (Neuhof)
- Papiernia (Papiermühle)
- Porąbki (Stobbenbruch)
- Rymławki (Rimlack)
- Sodziany (Sodehnen)
- Stega Wielka (Groß Steegen)
- Suszyna (Ludwigshof)
- Szklarnia (Heinrichsbruch)
- Wierzbięcin (Friedrichshof)

sowie: Alt Steegen, Bandels-Sand und Walschhof

## Partnerstädte
Eine deutsch-polnisch-russische Partnerschaft bilden die Städte und Landkreise:
- Landkreis Verden
- Verden (Aller)
- Rajon Bagrationowsk
- Bagrationowsk

## Tourismus
Żykowo wird mit über 30 Brutpaaren erfolgreich als „Storchendorf“ beworben.